# Fort Nassau (Hulst)
Fort Nassau was een fort dat was gelegen aan de Oude Vaart ten westen van Hulst in Nederland. Het fort lag nabij de knik in de Havikdijk. 
Het fort behoorde tot de Staats-Spaanse Linies; het werd eind 16e eeuw gebouwd en speelde nog een rol bij de verovering van Hulst door de Staatse troepen van Frederik Hendrik in 1645. In 1672 werd de omgeving geïnundeerd om aldus de Franse troepen tegen te houden. Het fort werd toen vernield.